# Allen Carr
Allen Carr (* 2. rujna 1934. u Londonu; † 29. studenog 2006. blizu Malage); britanski pisac i autor mnogih knjiga. Carr je napisao brojne savjetnike i knjige za samopomoć te metode i teorije o prevladavanju raznih ovisnosti. 
Njegovo prvo i najuspješnije djelo je knjiga "Lako je prestati pušiti" (Izvorni naslov: Easyway to stop smoking). U ovoj knjizi kao bivši strastven pušač kroz svoje iskustvo razvio je metodu kako se na jednostavan način i dugogodišnjem pušaču može pomoći da prestane pušiti u kratko vrijeme.
Carrova metoda se razlikuje od drugih metoda odvikavanja činjenicom da su tijekom odvikavanja i čitanja knjige pušači u početku nastavili pušiti. Tek nakon što se pročita knjiga pušač "sam od sebe" više ne želi cigaretu, jer "pozitivno ispiranje mozga"  („positive brainwashing“) (Carr) u knjizi mentalno oslobađa od emocionalnih i psiholoških asocijacija na pušenje.
Istaknuti zagovornici metode su primjerice Anthony Hopkins i Richard Branson. 
29. studenog 2006. Carr je preminuo od posljedica raka pluća.

## Vanjske poveznice
- www.allencarr.com